# クラスター (物質科学)
クラスター（英語：cluster）は集合体や塊を指す英語であるが、物質科学においては同種の原子あるいは分子が相互作用によって数個から数十個、もしくはそれ以上の数が結合した物体を指す。それぞれの原子や分子同士を結びつける相互作用は、ファンデルワールス力や静電的相互作用、水素結合、金属結合、共有結合などが挙げられている。クラスターのうち、電荷を帯びたものをクラスターイオンと呼ぶ。

## フラーレン
代表的なクラスターとして、炭素原子60個が結合してサッカーボール状の構造を持つC60フラーレンがある。C60フラーレンは共有結合クラスターに分類される。これらは、いわゆるバルクとも孤立した原子・分子とも違う状態であり（少数多体系・有限多体系と呼ばれる）、バルク-孤立原子・分子の間の新しい物質相であると考えられている。クラスターは、そのサイズに依存した特異的性質を示し、新規磁性・触媒材料など、応用面でも注目されている。

## 金属クラスター
複数の遷移金属原子が互いに金属結合した構造をしているときに、金属クラスターという。昨今は、ナノ粒子という概念も提唱されている。

## 金属カルボニルクラスター
有機金属化学では、カルボニル配位子で安定化された金属クラスターは金属カルボニルクラスターという。金属カルボニルクラスターの典型例としては、ドデカカルボニルルテニウムRu3(CO)12, ドデカカルボニルオスミウムOs3(CO)12などが挙げられ、いずれの金属カルボニルクラスターであっても３つの金属原子が正三角形となるような構造をしている。